# جون آرثر (سياسي)
جون آرثر (بالإنجليزية: John Arthur)‏ هو محام بالقضاء العالي وسياسي أسترالي، ولد في 15 أغسطس 1875 في أستراليا، وتوفي في 9 ديسمبر 1914 في أستراليا بسبب اعتلال الكلية. حزبياً، نشط في حزب العمال الأسترالي. وقد انتخب وزير الخارجية ‏ وانتخب عضو مجلس النواب الأسترالي عن دائرة بنديجو ‏ (31 مايو 1913 – 9 ديسمبر 1914).